# ۱۸۵۵
۱۸۵۵ (میلادی) هزار و هشتصد و پنجاه و پنجمین سال تقویم میلادی است.
در این صفحه وقایع مهم سال ۱۸۵۵ میلادی فهرست شده‌اند.

## زادروزها
- النور مارکس (زاده ۱۸۵۵-درگذشتهٔ ۱۸۹۸) دختر کارل مارکس، نویسنده و فعال حقوق‌زنان آلمانی
- ۱۳ مارس – پرسیوال لوول، ستاره‌شناس آمریکایی (د. ۱۹۱۶)
- ۹ مه – یولیوس رونتگن، آهنگساز و پیانیست هلندی (د. ۱۹۳۲)
- ۲۱ مه – امیل وراران، نویسنده و شاعر بلژیکی (د. ۱۹۱۶)

## درگذشت‌ها
- 2 مارس - نیکلای اول : تزار روسیه .
- ۳۱ مارس - شارلوت برونته نویسنده انگلیسی
- ۱۱ نوامبر – سورن کییرکگور، نویسنده، الهی‌دان، شاعر، و فیلسوف دانمارکی (ز. ۱۸۱۳)
- ۱۷ نوامبر – موریس گاتلیب، نقاش لهستانی